# 13인의 무사
13인의 무사(十三太保, The Heroric Ones)는 중국에서 제작된 장철 감독의 1970년 액션, 드라마 영화이다. 강대위 등이 주연으로 출연하였고 런 런 쇼 등이 제작에 참여하였다.

## 출연

### 주연
- 강대위
- 진전
- 적룡
- 이려려

### 조연
- 고용
- 곡봉
- 금한
- 남궁훈
- 남위열
- 노혜
- 뇌룡
- 당염찬
- 서하
- 양사
- 오지흠
- 왕광유
- 왕종
- 원상인
- 원신의
- 원화평
- 유가영
- 유강
- 임세관
- 천첸보
- 정강업
- 정뢰
- 주소래
- 쩡추린
- 진성
- 풍극안
- 허바이광
- 홍성중
- 황매
- 황배기

## 제작진
- 무술연출: 당가
- 무술연출: 유가량
- 무술연출: 유가영